# Municipio de Spang
El municipio de Spang (en inglés: Spang Township) es un municipio ubicado en el condado de Itasca en el estado estadounidense de Minnesota. En el año 2010 tenía una población de 264 habitantes y una densidad poblacional de 1,93 personas por km².

## Geografía
El municipio de Spang se encuentra ubicado en las coordenadas 47°4′12″N 93°39′39″O / 47.07000, -93.66083. Según la Oficina del Censo de los Estados Unidos, el municipio tiene una superficie total de 136.98 km², de la cual 135,36 km² corresponden a tierra firme y (1,18 %) 1,62 km² es agua.

## Demografía
Según el censo de 2010, había 264 personas residiendo en el municipio de Spang. La densidad de población era de 1,93 hab./km². De los 264 habitantes, el municipio de Spang estaba compuesto por el 95,83 % blancos, el 0,38 % eran afroamericanos, el 1,52 % eran amerindios y el 2,27 % eran de una mezcla de razas. Del total de la población el 3,41 % eran hispanos o latinos de cualquier raza.